# Clément Lavergne
Pour les articles homonymes, voir Lavergne.
Clément Lavergne, né le 23 septembre 1905 à Aurillac (Cantal) et mort le 16 février 1974 à Fleury-Mérogis (Essonne), est un homme politique français.

## Biographie
Issu d'un milieu populaire, Clément Lavergne est très tôt apprenti à Aurillac, avant d'aller travailler à Paris. C'est là qu'il s'engage en politique, adhérant au parti communiste (SFIC).
Revenu à Aurillac en 1930, où il travaille comme terrassier, il est secrétaire de la section communiste de cette ville, et devient secrétaire régional du parti en 1938. Il est aussi militant syndical, d'abord à la CGTU, puis, après la réunification, à la CGT. En 1937, il est candidat au conseil d'arrondissement dans le canton de Saint-Cernin, mais n'obtient que 4,6 % des voix.
Arrêté en décembre 1940 pour avoir distribué des tracts hostiles au régime de Vichy, il est arrêté et interné jusqu'à son évasion, en juin 1944, et participe à la résistance armée dans les derniers mois de l'occupation.
En tête de la liste communiste pour l'élection de la première assemblée constituante, en octobre 1945, il obtient 18,8 % et est élu député. Il est réélu en juin 1946 avec 21,3 % des voix, puis en novembre (24,3 %). A l'assemblée, il défend des textes visant à améliorer les droits sociaux des ouvriers agricoles, et la plupart de ses interventions sont en lien avec cette question. En 1951, il ne se représente pas aux législatives. Il quitte ensuite le Cantal pour les Alpes-Maritimes, et réside à La Colle-sur-Loup.

## Détail des fonctions et des mandats
Mandats parlementaires
- 21 octobre 1945 - 10 juin 1946 : Député du Cantal
- 2 juin 1946 - 27 novembre 1946 : Député du Cantal
- 10 novembre 1946 - 4 juillet 1951 : Député du Cantal